# Mundurucus
Os mundurucus, também chamados Munduruku, Weidyenye, Paiquize, Pari, Maytapu e Caras-Pretas, e autodenominados Wuyjuyu ou Wuy jugu, são um grupo indígena brasileiro que habita as áreas indígenas Cayabi, Munduruku, Munduruku II, Praia do Índio, Praia do Mangue e Sai-Cinza, no sudoeste do estado do Pará; as terras indígenas Coatá-Laranjal e São José do Cipó, no leste do estado do Amazonas; e a Reserva Indígena Apiaká-Kayabi, no oeste do estado do Mato Grosso. Têm uma população de 11 630 (Fundação Nacional de Saúde, 2010) ou mais indivíduos, distribuídos em cerca de trinta aldeias.
Falam a língua mundurucu, a qual pertence à família linguística mundurucu e ao tronco linguístico tupi. O nome "mundurucu" é o nome com que um grupo rival dos mundurucus, os parintintins, os denominam. Significa "formigas vermelhas" e é uma referência ao ataque em massa que os mundurucus costumavam realizar sobre seus inimigos.

## História
Segundo seu mito de origem, os mundurucus foram criados por Karosakaybo na aldeia Wakopadi, próximo às cabeceiras do rio Krepori. Na segunda metade do século XVIII, começaram os primeiros contatos registrados com os colonizadores portugueses. Nessa época, os mundurucurus dominavam o vale do rio Tapajós, região que era conhecida como Mundurucânia. Na mesma época os mundurucus iniciaram uma perseguição sistemática aos indígenas mura, que habitavam o baixo Rio Madeira, levando-os a buscarem abrigo junto aos portugueses. Tornaram-se conhecidos pelos colonizadores como caçadores de cabeças, aterrorizando as primeiras vilas portuguesas na área, o que levou os administradores locais a solicitar à Coroa armas e proteção militar. Foram cogitadas expedições punitivas, mas sua terra de origem, o Alto Tapajós, ainda era pouco acessível e uma intervenção direta se revelou inviável. Por isso os portugueses preferiram a estratégia de formar alianças.

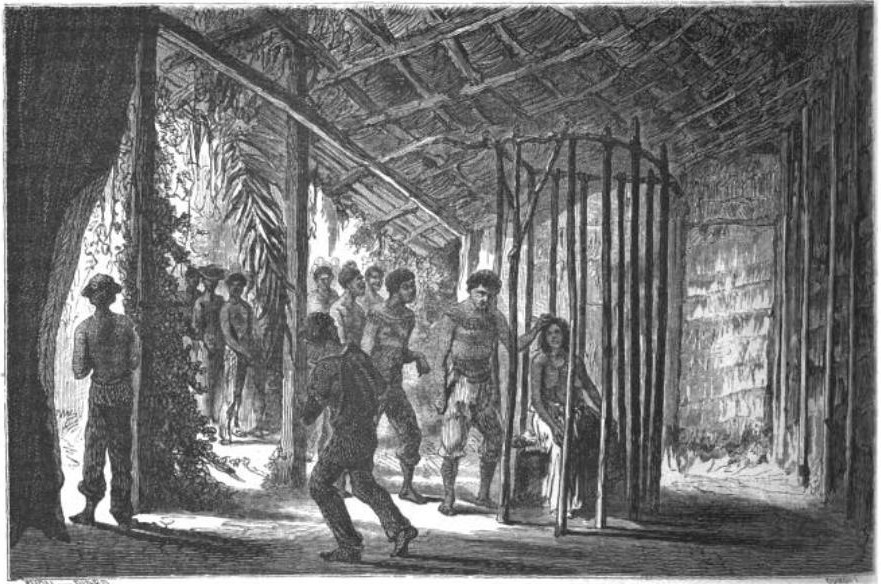
Um ritual mundurucu, ilustração de Edouard Riou, 1861

No período colonial, a prática dos pajés mundurucus era punida com pena de morte.
Foi estabelecido um acordo de paz, e então os mundurucus se tornaram importantes aliados dos portugueses em suas lutas contra outros povos indígenas, além de os auxiliarem de outras formas, fornecendo alimentos e extraindo borracha. Em função desta condição de aliados, os mundurucus puderam preservar uma notável autonomia durante o período colonial.
Seu povo foi impactado pela revolta da Cabanagem (1835-1840), quando indígenas foram perseguidos e mortos e muitos buscaram refúgio em lugares afastados. Nesta época o Estado mudava seu tratamento dos mundurucus, passando a vê-los como inimigos ou indesejados e procurando desalojá-los de suas terras. A partir de então a perseguição, o desrespeito e a violência marcariam suas relações com os brasileiros.

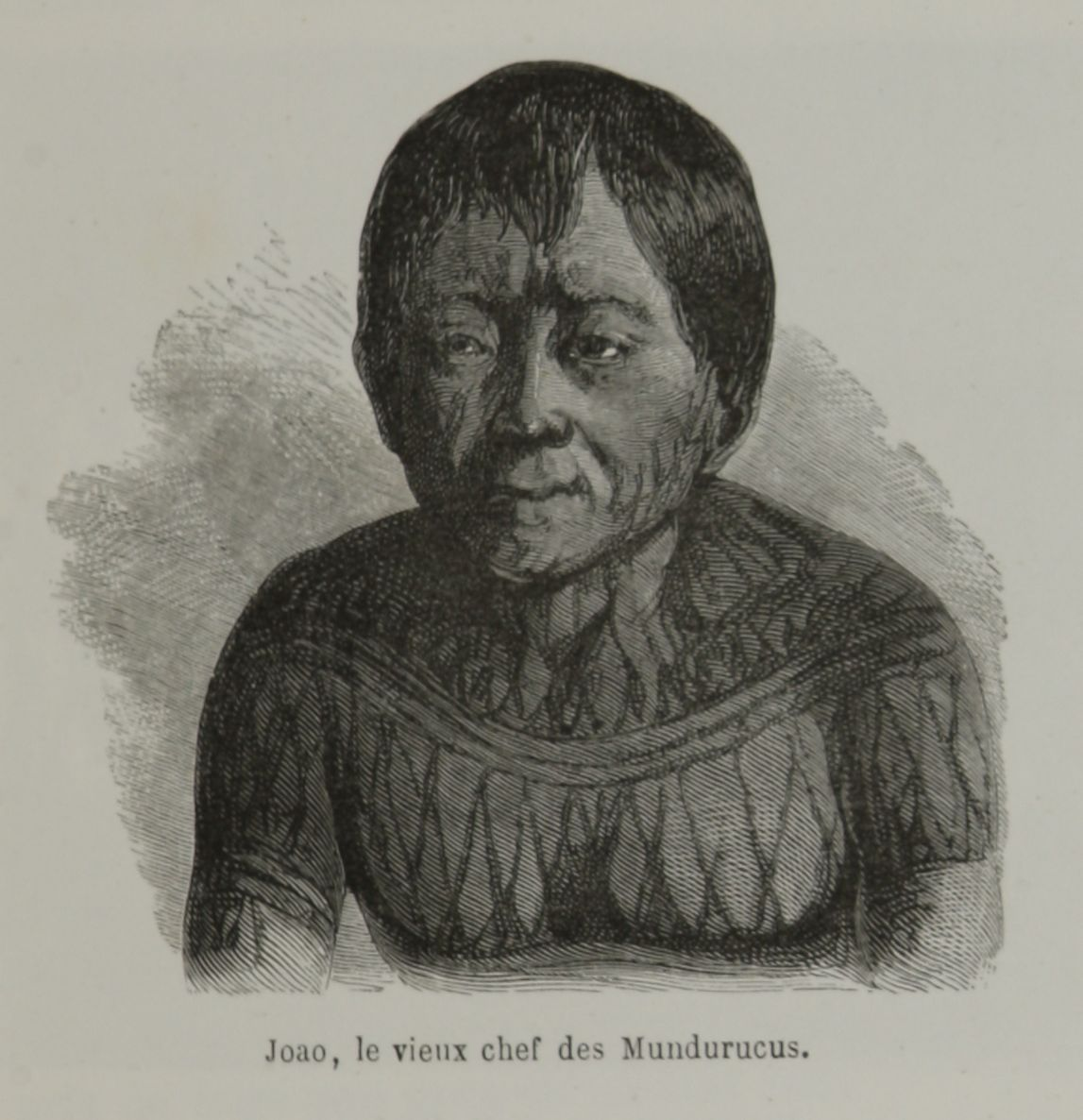
João, o chefe dos mundurucu em 1862. Ilustração de Auguste François Biard

A partir de meados do século XIX, o advento do ciclo da borracha marcou o aumento da presença de não índios em território tradicional mundurucu. Isso, junto com o estabelecimento de uma missão franciscana em suas terras em 1872 e a ocorrência de epidemias de sarampo, exerceriam um profundo impacto em seu modo de vida, fazendo com que a maioria da população deixasse suas aldeias tradicionais nas áreas de campo para se fixar às margens de alguns rios, especialmente o Cururu, onde suas tradições e costumes passaram por uma transformação. Na década de 1940 esse processo foi acelerado com a chegada do Serviço de Proteção ao Índio, que criou em 1940 o Posto de Atração Kayabi, no Rio São Manoel, e em 1942 o Posto de Atração Munduruku, no rio Cururu.

### Terras indígenas
Ainda década de 1940 iniciou um movimento para demarcação das terras mundurucu, que só chegou a bom termo com sua homologação em 2004, mas apesar da demarcação, o território foi reconhecido pelo Relatório Circunstanciado de Identificação e Delimitação apenas em abril de 2016, e ainda não estava devidamente demarcado. Assim, os mundurucus decidiram iniciar por conta própria a demarcação efetiva. Encontraram madeireiras em operação ilegal e iniciaram conflitos e ameaças às lideranças indígenas.
A posse ainda é disputada e as terras são frequentemente invadidas e exploradas ilegalmente. Entre 2017 e 2018 o desmatamento ilegal nas suas terras aumentou seis vezes. Nos anos recentes o garimpo é o principal responsável pela destruição, além de contaminar os rios com substâncias tóxicas. Para Danicley Aguiar, do Greenpeace, "os Munduruku sobreviveram a 519 anos de guerras e massacres, mas agora temem pelo futuro, porque a ameaça de hoje não se limita a destruir florestas e rios. Ela desestrutura também a organização social e política desse povo".

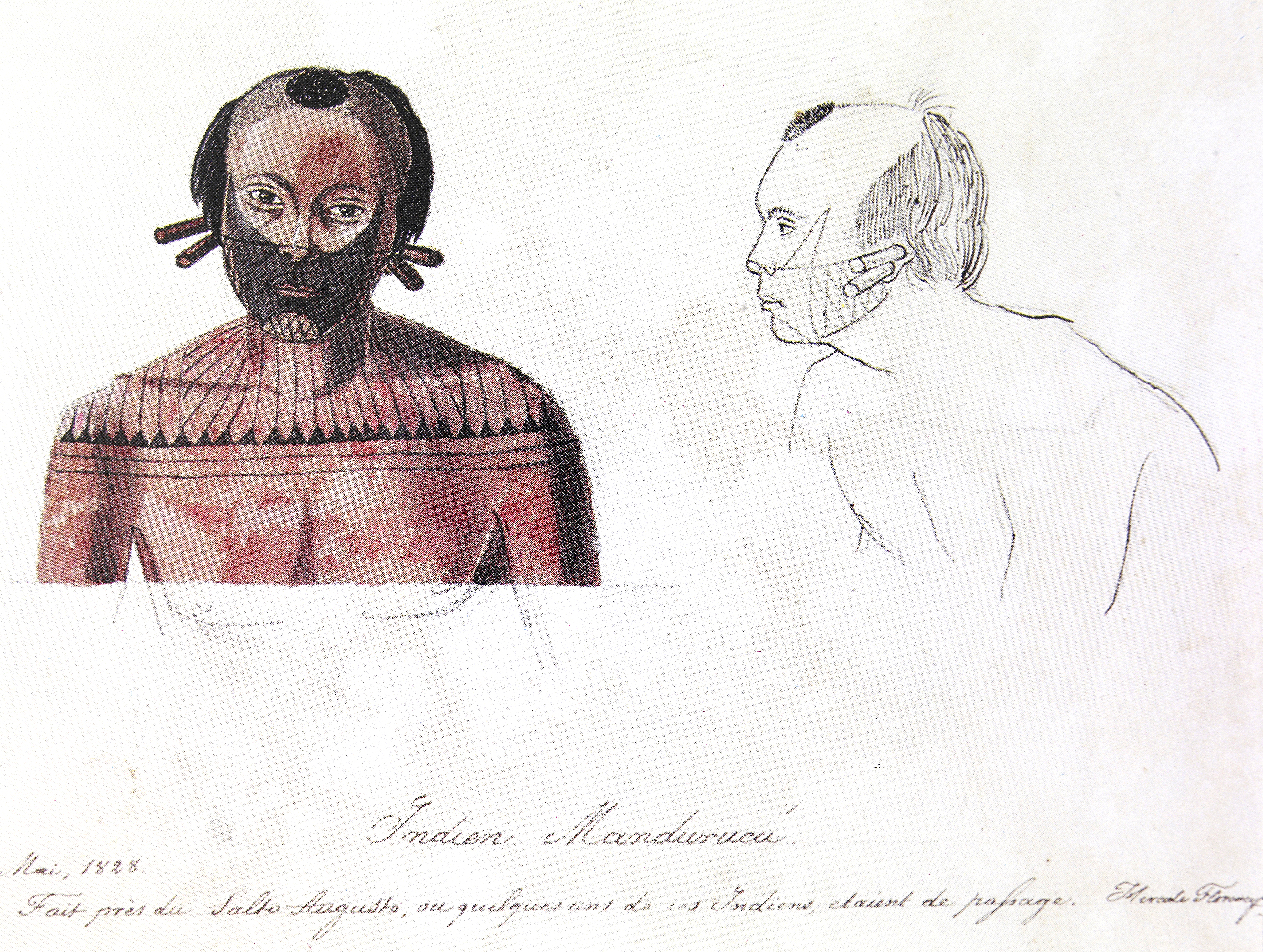
Ilustração de um mundurucu em 1828, por Hércules Florence

Por outro lado, segundo Scopel, Dias-Scope & Langdon, "a demarcação da terra indígena dinamizou a memória coletiva e impulsionou os diversos segmentos da sociedade Munduruku à ação, à participação e à colaboração, reforçando coesivamente sua própria coletividade. [...] A reconquista do território, segundo os próprios Munduruku da TI Kwatá Laranjal, é vista como um passo importante para a garantia de sua reprodução biossocial. Nesse processo, os indígenas estabeleceram e adquiriram habilidade em diversas práticas de organização social, que permitiram efetivar tal reprodução, a exemplo da organização de conselhos de líderes e de reuniões, da participação dos jovens etc. Conclui-se que o envolvimento coletivo em atividades políticas se constituiu como uma estratégia coletiva de sobrevivência".

## Atualidade

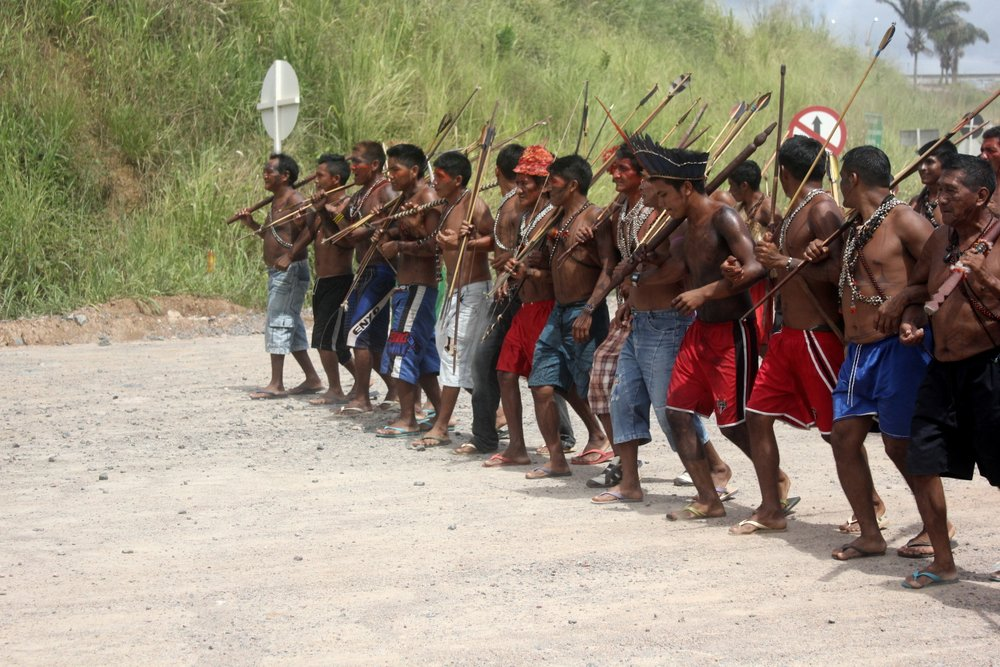
Protesto de índios mundurucu contra a Usina de Belo Monte.

Atualmente, o Estado mantém políticas ambíguas e contraditórias em relação aos mundurucus, que lutam para preservar a posse de seu território tradicional diante de garimpos ilegais e madeireiras, da construção de hidrelétricas e da criação de hidrovias. Seus repetidos protestos e reivindicações raramente recebem resposta positiva de governos que já empregaram violência para fazer valer interesses econômicos na região. Também enfrentam a ameça de perda de suas tradições e costumes. Vários desses empreendimentos destroem lugares que para eles são sagrados e fazem parte de sua história social e cultural. Missões cristãs exercem há muitos anos uma significativa influência no sentido de aculturar os índios à civilização e convertê-los ao cristianismo, embora por outro lado tenham desempenhado um papel na área de fomento da saúde e da educação, inclusive desenvolvendo projetos de difusão da escrita em língua mundurucu.
Segundo Dioney Gomes, "os historicamente famosos 'cortadores de cabeça', autodenominam-se wuyjuyu 'povo, gente, pessoas'. Considerada no passado 'uma das tribos mais guerreiras, poderosas e inteligentes do Brasil' (Hartt, 1884), essa comunidade indígena brasileira procura hoje 'cortar a cabeça' dos inimigos por meio da palavra, do diálogo. Não apenas disputas territoriais fazem parte dessa 'guerra', mas também disputas por saúde, educação e autopreservação linguística, social e cultural. [...] Povo organizado, com lideranças fortes e politicamente atuantes, os índios Mundurukú fazem parte de um movimento nacional que envolve dezenas de etnias indígenas, que buscam maior respaldo do Estado às suas demandas por saúde, educação e sobrevivência cultural e social".

### Polêmicas e disputas
No início de 2012, a imprensa teve acesso a um contrato que representantes da tribo teriam firmado com uma empresa estrangeira em que "os índios se comprometem a não plantar ou extrair madeira das terras nos 30 anos de duração do acordo". Em troca, a empresa irlandesa Celestial Green Ventures, que se apresenta como líder no mercado mundial de créditos de carbono, pagaria 30 parcelas anuais de 4 000 000 de dólares estadunidenses de 2012 até 2041. O contrato teria sido assinado pelo presidente da Associação Indígena Pusuru, em desacordo com a vontade da maioria, segundo o vice-prefeito (índio) do município de Jacareacanga. Além da preservação da vegetação nativa, o contrato daria, à empresa, "a totalidade dos direitos sobre créditos de carbono e todos os direitos de créditos de certificados ou benefícios que se venham a obter por meio da biodiversidade dessa área", o que abriria uma brecha para a biopirataria. A discussão exemplifica casos em que contratos firmados por indígenas incluem cláusulas abusivas, e que, de acordo com parecer da Advocacia-Geral da União, devem sofrer intervenção direta da União - o que também é sintomático da insegurança jurídica desse tipo de contrato no Brasil.
Em 3 de julho de 2012, índios da etnia mundurucu atacaram uma delegacia no município de Jacareacanga, no estado do Pará, em protesto pela morte do índio Lelo Akay e posterior liberação, pela polícia, dos suspeitos do crime.
Em 24 de dezembro de 2019, índios da etnia mundurucu ocuparam a região central de Alta Floresta - MT reivindicando urnas sagradas de seus ancestrais, que haviam sido removidas dos locais originais por conta da construção da usina hidrelétrica no rio Teles Pires.
Em 2020 a líder Alessandra Korap recebeu nos Estados Unidos o Prêmio Robert F. Kennedy de Direitos Humanos, por sua luta em defesa das terras e direitos indígenas. Ao receber a premiação Alessandra disse que "o prêmio não é apenas para mim, é pela luta do povo Mundurucu e de outros povos da floresta que pedem socorro, que gritam, mas não são ouvidos".

## Sociedade e cultura

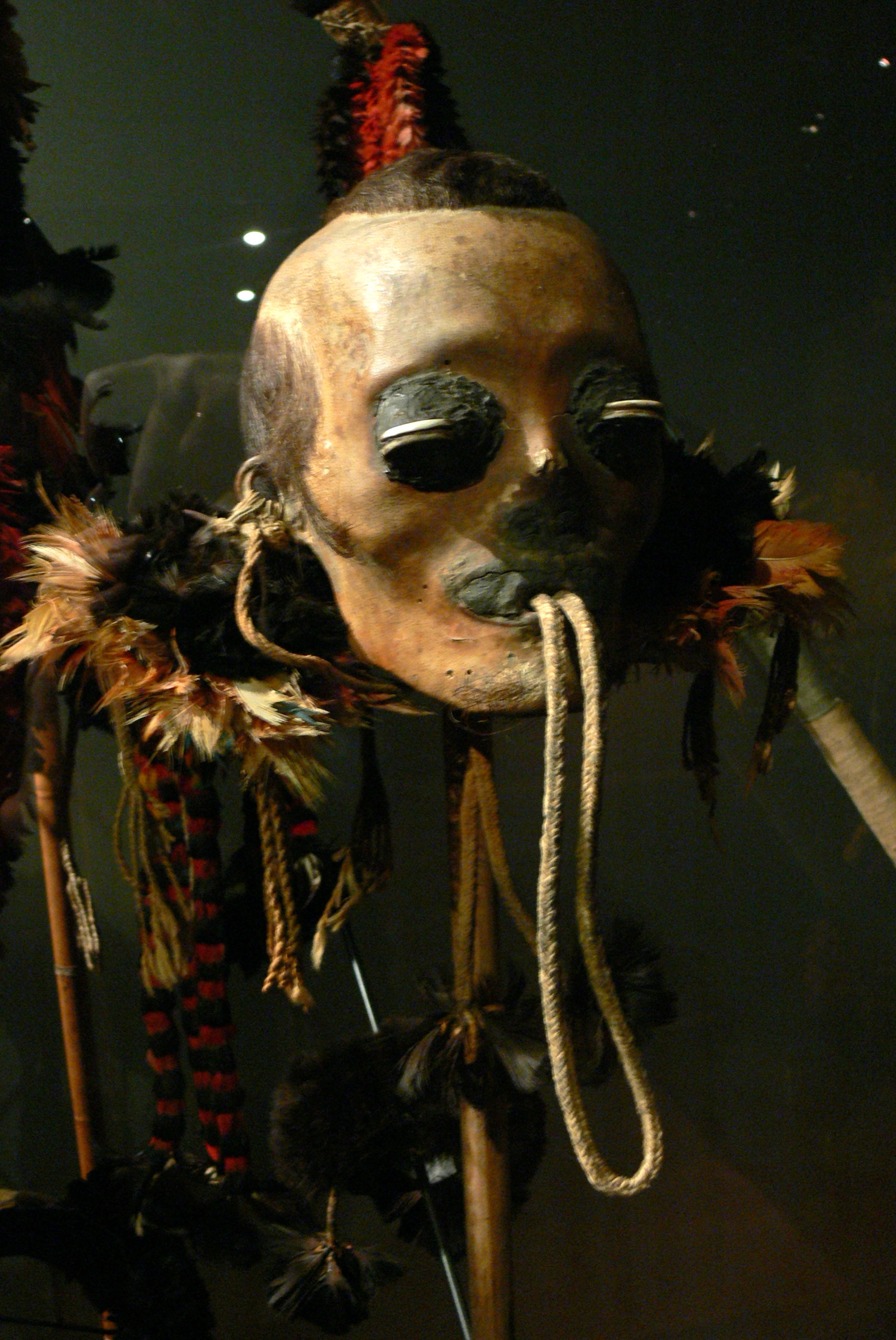
Cabeça reduzida que os mundurucus exibiam como troféus

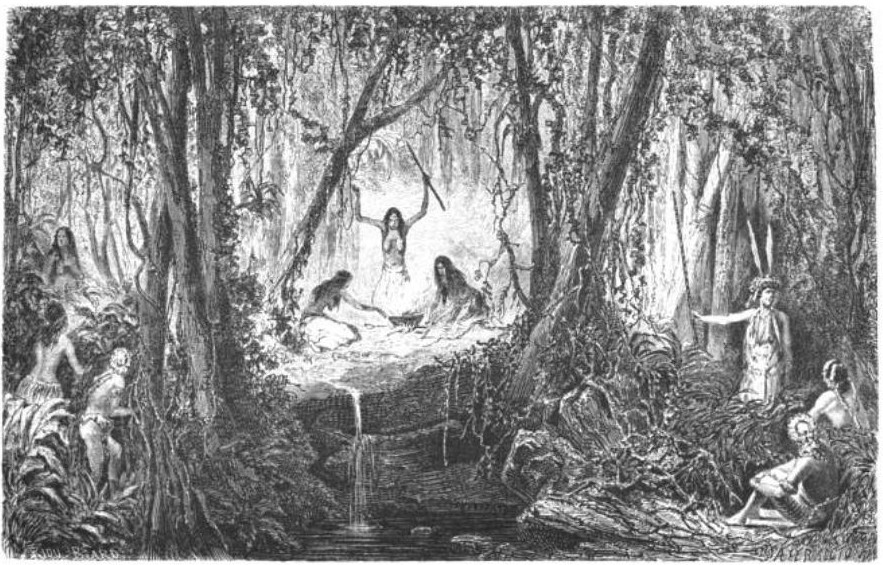
Preparação do curare pelos mundurucu, ilustração de Edouard Riou, 1861.

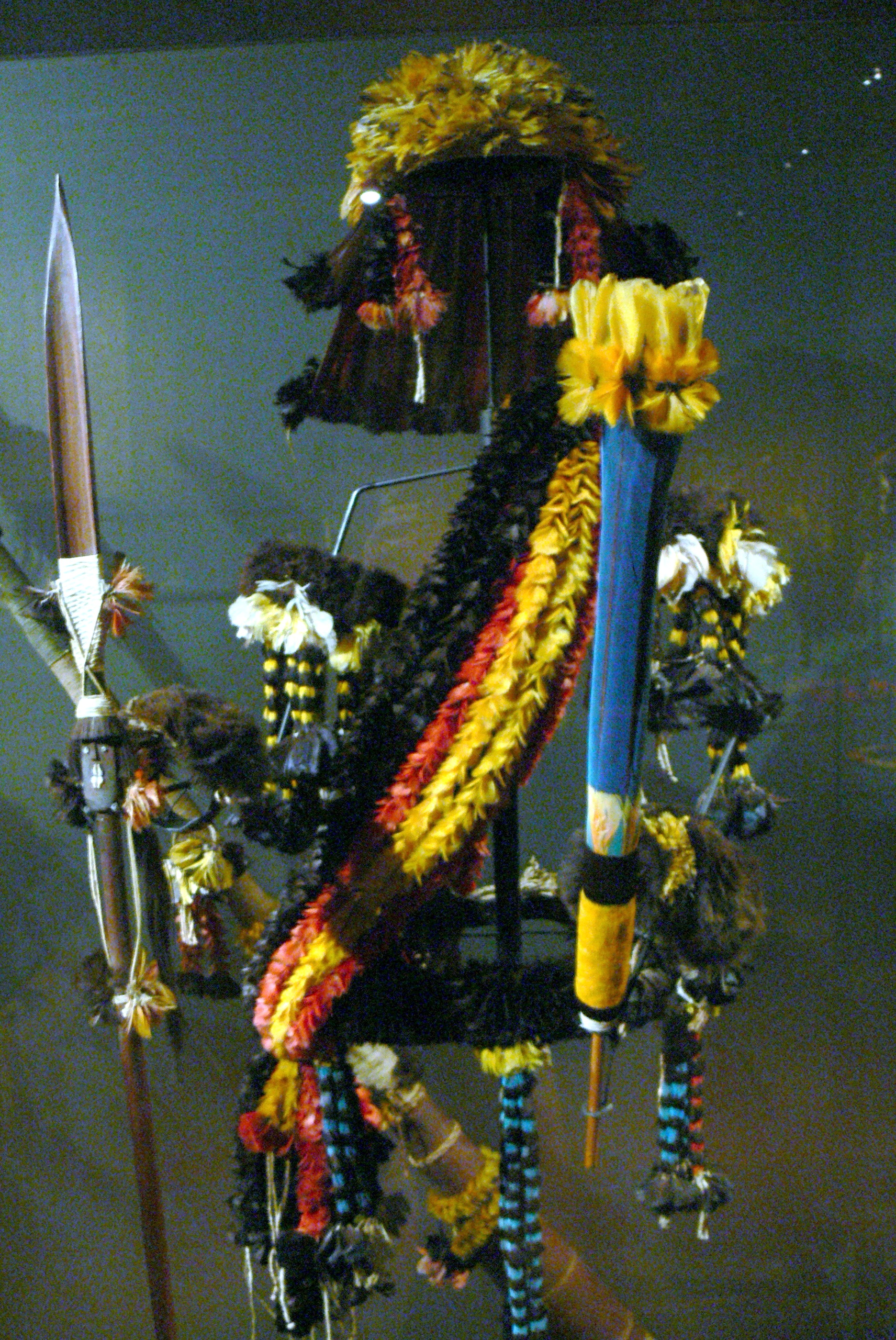
Ornamentos cerimoniais mundurucu.

Sua sociedade é dividida em cerca de 38 clãs, distribuídos entre dois grandes grupos, os "vermelhos" e os "brancos". Cada indivíduo só pode casar com um integrante do grupo oposto. Os casamentos frequentemente são realizados com primos cruzados, ou seja, os homens casam com filhas dos irmãos da mãe e as mulheres com filhos das irmãs do pai. O casamento não é objeto de um cerimonial muito elaborado, mas segue regras precisas de namoro, pedido, aproximação e enlace. Os filhos do casal passam a pertencer ao clã do pai. Os nomes dos clãs correspondem a elementos da natureza, como árvores, pássaros e mamíferos, que fazem parte da cosmologia mundurucu Nos primeiros anos após o casamento o homem vive na casa do sogro, e o auxilia em todos os trabalhos de sustento da família. Ao nascer o segundo filho, o homem deixa a casa do sogro e estabelece uma moradia independente. O divórcio é permitido.
Os mundurucu tradicionalmente foram um povo guerreiro, e várias das suas expressões culturais estão relacionadas à guerra.  Historicamente teve grande importância a guerra para obtenção de troféus, especialmente cabeças de inimigos, que eram embalsamadas e consideradas mágicas, dotadas do poder de apaziguar a Mãe da Caça e atrair boa caça, e simbolizavam toda uma complexa economia política do povo. O preparo das cabeças era realizado em um longo e elaborado ritual. O guerreiro que conseguisse cabeças era muito prestigiado, mas precisava passar por um ritual que durava três anos e se assemelhava em sua natureza ao ritual do puerpério. Ao final, adquiria o status de Mãe do Pecari e era autorizado a ingressar no conselho de anciãos. A guerra também objetivava a captura de mulheres e crianças vivas, que passavam a integrar a sociedade mundurucu sem nenhum estigma ou preconceito.
Outras expressões se relacionam à provisão de alimentos, como a caça e a pesca. Antigamente cada aldeia possuía uma "casa dos homens", onde vários rituais eram desenvolvidos, como o da Mãe do Mato, quando os caçadores pediam permissão à Mãe de Mato para abaterem animais, e solicitavam proteção e uma caça farta. A pesca era antecedida por festejos ritualizados para o preparo do timbó, quando as mulheres perseguem os homens e passam em seus rostos tintura de urucum ou de sorva, e depois os homens batem no timbó. Creem que esses festejos alegram os peixes e espíritos sagrados e asseguram uma boa pescaria.
Além da caça e pesca, também se dedicam à agricultura, conforme práticas tradicionais, cultivando principalmente mandioca, bananas, batatas, cana e cará. O trabalho agrícola é dividido por sexo: o homem faz a derrubada da mata, e a limpeza após a queimada normalmente é feita por toda família. O plantio de mandioca é feito por homens e mulheres, já outros cultivos são realizados apenas pelas mulheres. Normalmente a capina e a colheita são feitas pelas mulheres. Plantam algumas árvores frutíferas e colhem outros frutos na mata.
Possuem um rico repertório de canções tradicionais, com uma temática variada. Conhecem alguns astros e constelações, e chamam a Via Láctea de Kabikodepu. Também são habilidosos em várias formas de artesanato, como a cestaria e o trançado, que são atividades masculinas. As mulheres se dedicam à elaboração de tecidos, cerâmicas e colares de sementes esculpidas com figuras zoomórficas.
A religiosidade ocupa um papel central em sua cultura, regulando as relações com a natureza, o trabalho e as relações sociais. Os pajés são figuras importantes na tribo, são os curandeiros por excelência, conhecem as propriedades medicinais das ervas e intermediam a comunicação com o mundo dos espíritos. Acreditam em um deus supremo, Karusakaibê, criador e presidente do universo. Para eles o cosmo tem uma natureza xamânica, e em sua crença a existência do povo está continuamente ameaçada por seres ou agentes perigosos. Por isso seu cotidiano é dominado por rituais, entendidos como meio eficaz de assegurar o bem-estar individual e coletivo, além de, conforme Scopel, Dias-Scopel & Langdon, "evocarem a experiência e a memória das lutas pela manutenção do território, a construção de identidades e os sentimentos de pertencimento étnico". Os autores continuam:
"A perspectiva xamânica Munduruku sustenta-se sobre a constante interação entre as diversas agências cosmológicas, tanto humanas quanto de objetos, plantas, animais, espíritos e outros seres não humanos que habitam espaços da aldeia, da floresta, dos mundos subaquático e subterrâneo ou que vagueiam pelo ar. Segundo esta perspectiva, a dinâmica entre os seres oculta aparências e formas corporais, e há sempre um potencial perigo escondido: uma planta pode transformar-se em homem, um feiticeiro em onça, um boto em humano sedutor etc. Todos os seres têm intencionalidade e são capazes de vingança. Para viver nesse cosmo, os Munduruku desenvolveram estratégias para se relacionarem com aqueles seres que representam graus diversos de alteridade (seja próxima ou radicalmente diferente). Embora algumas agências sejam inteiramente malignas e letais, e requeiram o completo afastamento, muitas outras, ainda que perigosas, podem ser domesticadas ou pacificadas, permitindo a estratégia de aproximação e de estabelecimento de parcerias".

### Língua
A língua mundurucu é um ramo do tronco tupi, e junto com a língua kuruáya, perfaz a família linguística mundurucu.
Os mundurucus possuem um sistema numérico particular. Pierre Pica, juntamente com Stanislas Dehaene e Elizabeth Spelke, desenvolveu um trabalho seminal com os mundurucus revelando as propriedades psicofísicas e linguísticas do sistema de contagem mundurucu. Os mundurucus só possuem palavras para números até cinco. Apesar disso, eles são capazes de realizar diversas operações aritméticas de forma aproximada com acuidade similar à de indivíduos ocidentais que receberam educação formal em matemática.
Daniel Munduruku é um escritor mundurucu que se destaca na área da literatura infantil.